# Marais de Chilly et de Marival
Marais de Chilly et de Marival este o arie protejată (sit de importanță comunitară — SCI) din Franța întinsă pe o suprafață de 38 ha, integral pe uscat.

## Localizare
Centrul sitului Marais de Chilly et de Marival este situat la coordonatele 46°17′31″N 6°18′09″E / 46.29194°N 6.3025°E.

## Înființare
Situl Marais de Chilly et de Marival a fost declarat arie specială de conservare în baza directivei 92/43 din 1992 referitoare la conservarea habitatelor naturale și a faunei și florei sălbatice pentru a proteja 1 specie de plante și 4 specii de animale.

## Biodiversitate
Situată în ecoregiunea alpină, aria protejată conține 7 habitate naturale: Pajiști cu Molinia pe soluri calcaroase, turboase sau argilos-nămoloase (Molinion caeruleae), Fânețe de joasă altitudine (Alopecurus pratensis, Sanguisorba officinalis), Mlaștini alcaline, Pajiști uscate seminaturale și facies de acoperire cu tufișuri pe substraturi calcaroase (Festuco-Brometalia) (* situri importante pentru orhidee), Mlaștini turboase de tranziție și turbării mișcătoare, Păduri aluvionare cu Alnus glutinosa și Fraxinus excelsior (Alno-Padion, Alnion incanae, Salicion albae), Ape stătătoare oligotrofe până la mezotrofe, cu vegetație de Littorelletea uniflorae și/sau de Isoëto-Nanojuncetea.
La baza desemnării sitului se află mai multe specii protejate:
- plante (1): moșișoare (Liparis loeselii)
- amfibieni (1): izvoraș-cu-burta-galbenă (Bombina variegata)
- nevertebrate (3): fluturele purpuriu (Lycaena dispar), Phengaris nausithous, Phengaris teleius

Pe lângă speciile protejate, pe teritoriul sitului au mai fost identificate 17 specii de plante, 1 specie de păsări, 5 specii de amfibieni, 9 specii de mamifere, 8 specii de nevertebrate, 7 specii de reptile.